# Латур дю Пен Гуверне, Фредерик-Серафен де
Маркиз Фредерик-Серафен де Латур дю Пен Гуверне (фр. Frédéric-Séraphin de La Tour du Pin Gouvernet; 6 января 1759, Париж, Королевство Франция — 26 февраля 1837, Лозанна, Швейцария), граф де Полен — французский дипломат и парламентарий.

## Биография
Сын Жана-Фредерика де Латур дю Пен Гуверне, графа де Полена, и Сесиль-Маргерит-Серафины де Гино де Монконсей.
Первоначально титуловался графом де Гуверне. Участвовал в войне за независимость США в качестве адъютанта Лафайета, затем маркиза де Буйе (1778).
Полковник пехоты (2.05.1783), рыцарь ордена Святого Людовика. Был вторым полковником Королевского Контуазского полка, а во время революции командовал Королевским Корабельным полком. Затем стал адъютантом при своем отце, занявшем пост военного министра.
Доставил маркизу де Буйе приказ об усмирении мятежного гарнизона Нанси, предоставлявший генералу чрезвычайные полномочия. Во время кровавого подавления соллатского выступления 31 августа 1790 под ним была убита лошадь.
Был начальником главного штаба Национальной гвардии Парижа, возглавлявшейся Лафайетом. В марте 1791 Людовик XVI направил Фредерика-Серафена полномочным министром в Нидерланды. Латур дю Пен занимал этот пост до восстания 10 августа 1792. Выйдя в отставку, он уехал к семье под Бордо. Опасаясь преследования со стороны революционеров, спешно распродал имущество и вместе с женой и сыном экспатриировался в Соединённые Штаты, где ему пришлось зарабатывать на жизнь трудом. «С заступом в руках он поднимал целину на ферме, которую приобрел на последние средства».
Во времена Директории Латур дю Пен уступил настояниям родственников, «покинул гостеприимную землю Олбани» и вернулся во Францию. С 12 мая 1808 по 12 мая 1813 был префектом департамента Диль, 14 февраля 1810 возведен в ранг барона Империи. В том же году был награждён орденом Почетного легиона. 25 мая 1813 был назначен префектом департамента Соммы, которым руководил до эпохи Реставрации.
Был назначен одним из четырёх министров, представлявших Францию на Венском конгрессе. 13 марта 1815 вместе с Талейраном, герцогом Дальбергом и графом Алексисом де Ноаем подписал декларацию суверенов против возвращения Наполеона. В мае прибыл в Марсель с поручением к маршалу Ожеро, но тот отказался принять королевские предложения и Латур дю Пен отбыл в Барселону, а оттуда в Мадрид.
При Второй реставрации 26 июля 1815 был назначен президентом избирательного совета Соммы, 17 августа стал членом Палаты пэров, а в 1817 году был возведен Людовиком XVIII в ранг маркиза, в рассуждение заслуг перед короной, а также в воспоминание о браке его далекого предка Гига VIII, дофина Вьеннского, с Изабеллой Французской, дочерью Филиппа V Длинного. На процессе маршала Нея голосовал за казнь. В 1816—1820 годах был чрезвычайным послом и полномочным министром в Нидерландском королевстве, а в 1820—1830-м в Турине при дворе короля Сардинии. Был награждён Большим крестом ордена Нидерландского льва, а в сентябре 1817 стал кавалером Большого креста ордена Святого Фердинанда и заслуг королевства Обеих Сицилий, в награду за услуги, оказанные этой короне на Венском конгрессе.
В 1830 году отказался приносить присягу Июльской монархии и уехал в свое поместье Буй под Бордо, но в 1832 году снова был вынужден эмигрировать, после того как его сын был приговорен к смерти за участие в Вандейской экспедиции, где он был адъютантом герцогини Беррийской.

## Семья
Жена (21.05.1787): Генриетта-Люси Дийон (25.02.1770—2.04.1853), дочь графа Артюра Ришара Дийона и Мари-Терезы де Рот, придворной дамы королевы Марии Антуанетты
Дети:
- Юмбер (19.05.1790—28.01.1816), аудитор Государственного совета, супрефект Санса, префект Флоренции (1812), подполковник (1815), убит на дуэли. Был холост
- Серафина (09.1793—1795)
- Мари-Шарлотта-Алис (4.11.1796—1.09.1822). Муж (20.04.1815): граф Шарль Флоран Огюст де Лидкерке-Бофор, камергер, посол в Нидерландах
- Эдуар (1798 — ум. ребёнком)
- Сесиль (1800—1817). Была помолвлена с графом Шарлем де Мерси-Аржанто, но умерла до свадьбы
- Фредерик-Клод-Эмар (13.10.1806—4.03.1867), маркиз де Гуверне, граф де Полен, адъютант герцогини Беррийской. Жил в изгнании в Италии. Жена (29.07.1854): Каролин-Луиза-Клер де Лабурдонне-Блоссак (1818—21.09.1867), дочь Шарля Эспри Мари де Лабурдонне-Блоссака и Шарлотты де Сент-Эрмин